# Hiper-realismo

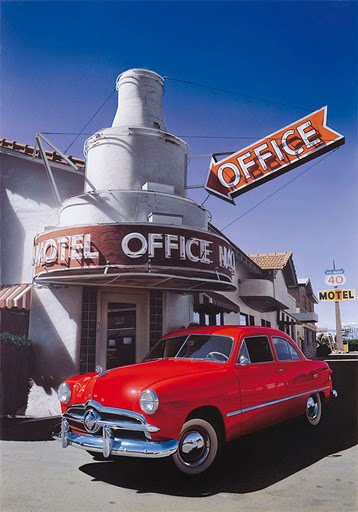
Guerrino Boatto: Motel office, 1985

Hiper-realismo é um gênero de pintura e escultura que tem um efeito semelhante ao da fotografia de alta resolução. O hiper-realismo é uma evolução do fotorrealismo, e o termo foi usado para designar um movimento artístico que nasceu nos Estados Unidos e na Europa em torno de 1968. Expandindo-se no início dos anos 70, tendo grande popularidade na Inglaterra, Estados Unidos e no Brasil

## História
A palavra hiper-realismo ou super-realismo apareceu pela primeira vez como título de uma exposição organizada pela galerista belga Isy Brachot, em 1973. Na época, assumiu o mesmo significado que fotorrealismo. A exposição era dominada por fotorrealistas norte-americanos, como Ralph Goings, Chuck Close, Don Eddy, Robert Bechtle e Richard McLean, mas incluiu artistas europeus como Gnoli, Gerhard Richter, Klapheck e Delcol. 
Os princípios essenciais do hiper-realismo, também chamado superrealismo, são os mesmos do fotorrealismo, sempre usando uma fotografia como modelo para a obra. Isso enfatiza a importância que a fotografia vem ganhando no campo da arte. A diferença em relação ao fotorrealismo está na maior minúcia dos detalhes e na alta definição geral da imagem, que torna os objetos representados aparentemente mais palpáveis e concretos, com uma ilusão de realidade maior do que a própria fotografia. Isso se deve à evolução da tecnologia, que vem colocando no mercado câmeras fotográficas com poder cada vez maior. Alguns acreditam que os hiper-realistas também acrescentam maior emotividade às obras do que os fotorrealistas.
Tantos pintores como escultores hiper-realistas usam recursos mecânicos ou ópticos para transferir a imagem fotográfica para a técnica de sua eleição, como moldes, projetores de slides e retículas para ampliação. Anomalias nas imagens originais, como focos seletivos, fractalização, reflexos e outros podem também ser usados como recursos expressivos.

## Artistas destacados
Pintores
• Amanda Medeiros
- Gustavo Fernandes

- Paul Cadden
- Fernando Bueno
- Chuck Close

Escultores
- Ron Mueck
- Jorge Melício
- Sam Jinks